# 채제공 초상 일괄 - 금관조복본
채제공 초상 일괄-금관조복본(蔡濟恭 肖像 一括-金冠朝服本)은 대전광역시 동구에 있는 조선시대의 초상화이다. 2006년 12월 29일 대한민국의 보물 제1477-2호로 지정되었다.
조선 후기의 문신으로 사도세자의 신원 등 자기 정파의 주장을 충실히 지키면서 정조의 탕평책을 추진한 핵심적 인물인 채제공의 초상화이다.
<금관조복본(1784년작)>은 65세 때 초상으로 왼편에 채제공의 자찬문을 이정운(李鼎運 1743- ?)이 썼다. 서양화법을 따른 명암법을 적절히 구사하여 얼굴을 사실적으로 묘사했으며, 장식적인 금관조복을 금박, 선명한 채색, 명암법 등으로 화려하게 표현했다. 사실성과 장식성을 어우러지게 하여 조선 초상화의 뛰어난 수준을 잘 보여준다. 누가 그렸는지 밝혀져 있지 않으나 입체감이 두드러진 안면과 옷주름의 표현, 그리고 바닥의 화문석 표현기법으로 볼 때 이명기가 그렸을 것으로 추정된다.

## 같이 보기
- 채제공

## 참고 자료
- 채제공 초상 일괄 - 금관조복본 - 국가유산청 국가유산포털